# دانسفيل (نيويورك)
دانسفيل (بالإنجليزية: Dansville, Steuben County, New York)‏ هي بلدة أمريكية تقع في الولايات المتحدة في نيويورك (ولاية). يقدر عدد سكانها بـ 1,842 نسمة .